# Stefanos Christopoulos
Stefanos Christopoulos (n. 1876, Patra, Grecia – d. secolul al XX-lea) a fost un halterofil ce a reprezentat Grecia, medaliat olimpic. A participat la o ediție a Jocurilor Olimpice (1896) în care a câștigat o medalie de bronz.

## Participări
Lista de mai jos prezintă principalele competiții la care a participat Stefanos Christopoulos de-a lungul carierei.
- wrestling at the 1896 Summer Olympics – men's Greco-Roman[*]